# つばめタクシー (鳥取県)
つばめタクシーは、鳥取県米子市に本社を置いていた日本のタクシー事業者である。

## 概要
米子市周辺を営業区域としていた。皆生温泉周辺のリゾート施設と提携しており、各施設と米子駅の間を1600円で結んでいた。
2023年3月27日付けで事業停止。事後処理を弁護士に一任、自己破産申請の準備に入った。負債総額約2億円。同年4月5日に鳥取地方裁判所米子支部から破産手続開始決定を受けた。

## 沿革
- 1952年9月24日 - 設立。
- 2023年
  - 3月27日 - 事業停止。
  - 4月5日 - 鳥取地方裁判所米子支部から破産手続開始決定を受ける。

## 事業内容
- タクシー

### 使用車種
トヨタ・クラウンコンフォート、トヨタ・プリウス、トヨタ・ハイエース
- 小型 - 13台（うち2台がプリウス）
- 中型 - 22台（すべてクラウンコンフォート）
- ジャンボ - 2台（ハイエース）

## 本社・営業所
- 本社事務所
  - 鳥取県米子市西福原五丁目8番12号
- 髙島屋横営業所
  - 鳥取県米子市東倉吉町136番地
- 皆生営業所
  - 鳥取県米子市皆生温泉四丁目3番10号

## 関連会社
- わかとり交通（業務提携）
- 八海タクシー（業務提携）